# Tone Kralj

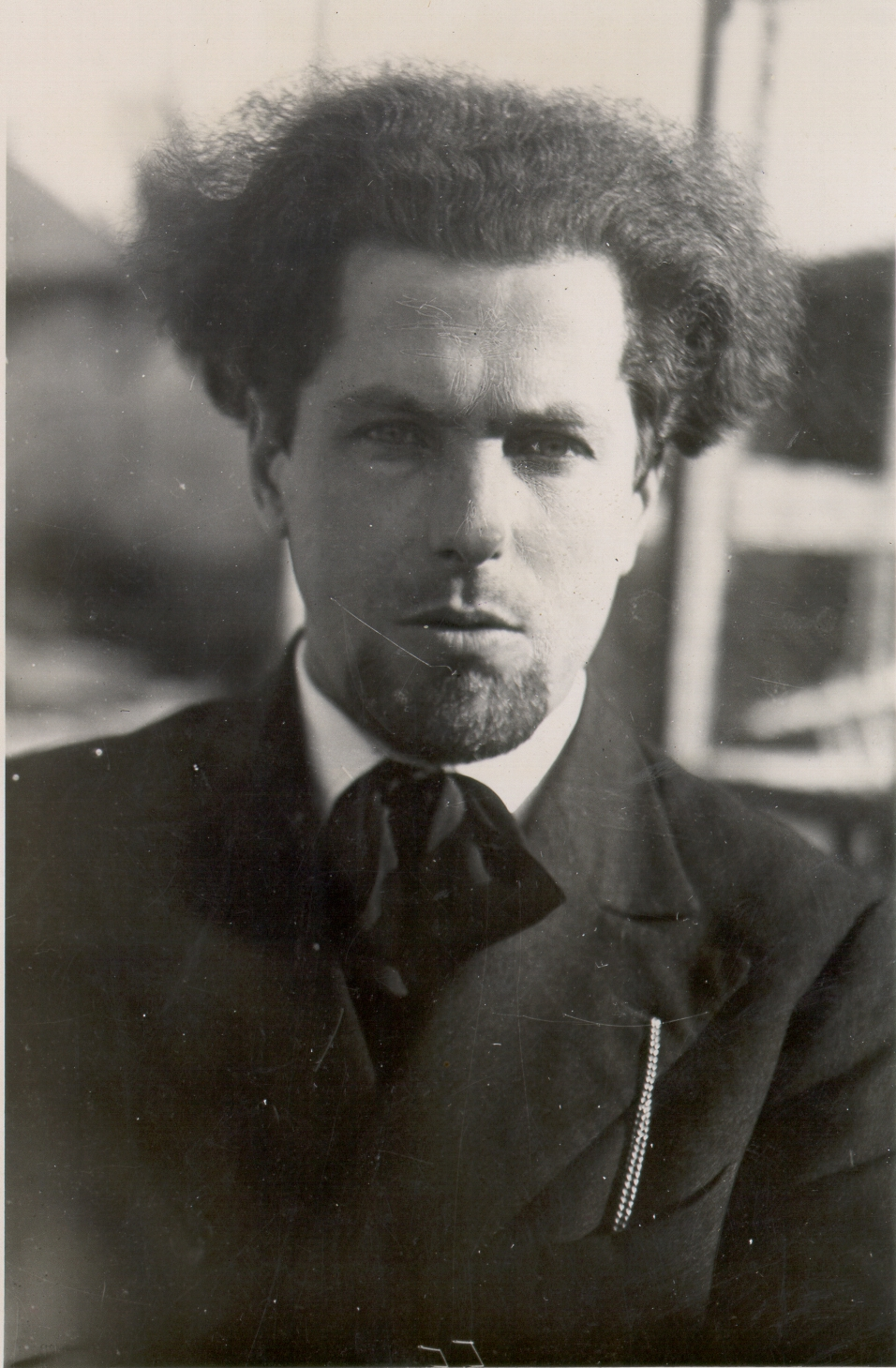
Tone Kralj

Tone Kralj, född 23 augusti 1900 i Zagorica, Dobropolje, död  9 september 1975 i Ljubljana, var en slovensk målare, skulptör och grafiker. 1920–1923 studerade han vid konstakademin i Prag. Han vidareutbildade sig senare i Wien, Paris och Venedig. En tid studerade han arkitektur i Rom. Hans äldre bror, France Kralj (1895–1960) var målare och skulptör.
I slutet av 1920-talet hade de bröderna Kralj ett nära samarbete och målade i expressionistisk stil. Sedan utvecklade Tone Kralj en egen stil inom den monumentala realismen. Hans tidiga verk är influerade av dåtidens konst i Wien och övriga Europa med mjuka jugendlinjer men motiven är expressionistiskt symboliska. Senare blev hans motiv mer kraftfulla, robusta och mångskiftande. Han har i sina grafiska verk gestaltat historiska scener av bondeuppror och krig. Han har målat scener ut bibeln, motiv från landsbygd och arbetsliv samt porträtt av den egna familjen.
Tone Kralj illustrerade nyutgåvan av Fran Lestviks berättelse Martin Krpan iz Vrha (Martin Krpan från Vrh) som kom ut 1954, och som är översatt till flera språk, bland annat till svenska (2004).
En viktig del av Tone Kraljs arbete var kyrkomåleri. Han målade den stora fresken ovanför altaret i pilgrimskyrkan "Santa Maria in excelsis" på toppen av berget Sveta Višarja (italienska Monte Santo di Lussari), nära Tarvisio i Italien.
Även i S:t Antons kyrka på kullen Gradič nära Kobarid finns målningar av Tone Kralj. Kring kyrkan är det italienska krigsmonumentet uppfört. Även S:t Mihaels kyrka i Lokev nära Sežana är utsmyckad med en fresk av Tone Kralj.
Hans konstnärsateljé med ritbordet finns bevarad. Flera av hans verk har avbildats på slovenska frimärken, bland annat ett porträtt av Martin Krpan som bär sin häst. Tone Kralj belönades 1972 med Prešerenpriset för sin livsgärning inom konsten.